# Мочан, Леон Эдмондович
Леон Эдмондович Мочан (англ. Léon Motchane; 19 июня 1900, Санкт-Петербург — 17 января 1990, Париж) — французский бизнесмен и математик-любитель российского происхождения. В 1958 году при поддержке Роберта Оппенгеймера и Жана Дьёдонне основал Институт высших научных исследований (IHES) во Франции и стал его первым директором.

## Биография
Родился в состоятельной еврейской семье из Одессы. Его отец Эдмонд Осипович Мочан (7.12.1870, Одесса — 10.09.1931, Париж) — инженер, коммерсант, кандидат естественных наук, который был членом правления Ириновско-Шлиссельбургского промышленного общества, совладельцем Северного технико-промышленного товарищества (1908) и директором правления Русского противопожарного акционерного общества (1911—1917) и преподавателем общества механических заводов. Мать — Генриетта Ефимовна Мочан (урождённая Моргулева, 1872—?), также родом из Одессы. Племянник педиатра Виктора Осиповича Мочана и археолога Саломона Рейнаха.
Учился в Петроградском университете, в 1918 году эмигрировал и продолжил обучение на факультете физических наук Лозаннского университета. С 1924 года жил во Франции, работал выборным администратором в Обществе изучения и развития долговременного кредитования (1927—1930), администратором в Обществе «Solitaire» (1932—1943).
Во время войны работал в подпольном издательстве «Editions de minuit». В 1943 году под псевдонимом Thimerais издал книгу «La Pensée Patiente» («Терпеливое мышление»).
Финансовый советник премьер-министра Франции (1945—1954). С 1954 года вновь изучал математику, получил докторскую степень под руководством профессора Густава Шоке.
В 1958 году основал Institut des Hautes etudes scientifiques (Институт высших научных знаний) в Бюр-сюр-Иветт (под Парижем), его директор (1958—1971), с 1972 года почётный директор и администратор. Член Французского и Американского математических обществ. Награждён Военным крестом (1939—1945), медалью Сопротивления. Автор трудов в области топологии, теории множеств.

## Семья
Жена — Зоя Мочан (урождённая Зильберштейн, 1900—1990). Сыновья — французский политик-социалист Дидье Мочан (фр. Didier Motchane; 1931—2017) и физик Жан-Луп Мочан (род. 1933).
Брат — Александр Эдмондович Мочан (1899—1999), жил в США (его жена — композитор и музыковед Марта Мочан, фр. Marthe Morhange-Motchane, 1897—1996).

## Публикации
- La Pensée patiente / Léon Motchane (pseud. Thimerais). Paris: Aux Éditions de Minuit, 1943. — 61 pp.
- M. Kaloujnine, G. Bouligand, G. Choquet, L. Motchane, F. Lucienne. Applications de la géométrie des distances à divers problèmes classiques de géométrie infinitésimale. Etudes pratiques d’acc es a la recherche. A. Section des actualites geometriques, Centre de documentation universitaire 5 (Place de la Sorbonne, Paris), 1956. — 83 pp.